# セベロクリリスク
座標: 北緯50度41分00秒 東経156度07分00秒 / 北緯50.683333度 東経156.116667度

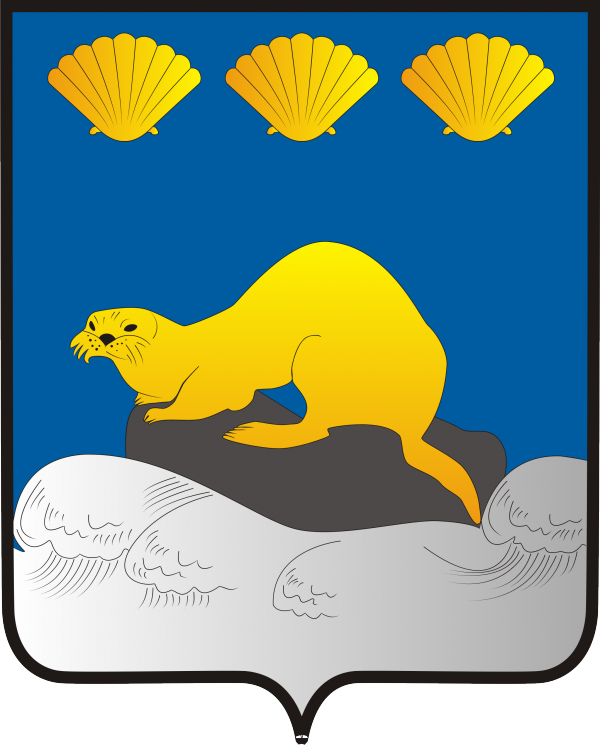
セベロクリリスク町の紋章

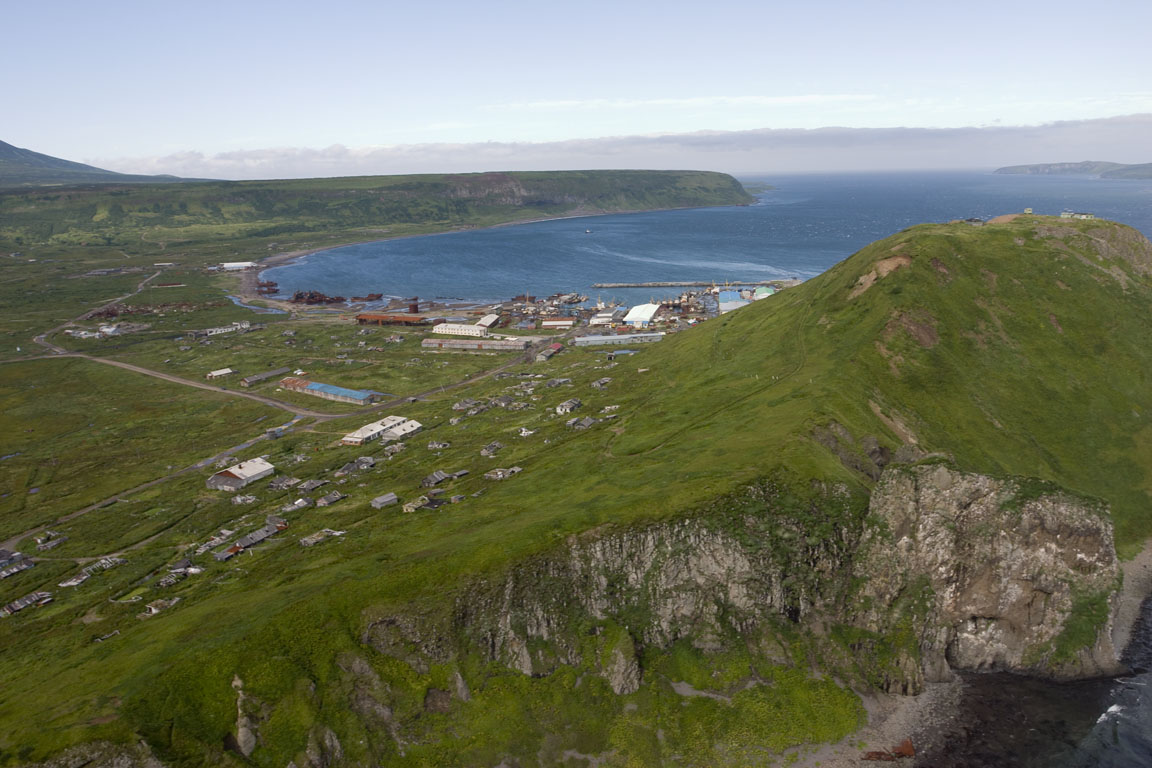
上空から見たセベロクリリスク

セベロクリリスク（ロシア語：Се́веро-Кури́льск）は、千島列島北部のパラムシル島にある都市。セヴェロクリリスクと表記されることもある。ロシア連邦サハリン州に属する。日本統治時代（1875年 – 1945年）の柏原（かしわばら）にあたる。
日本統治時代の詳細については、「柏原」の項目を参照すること。
また近年気象通報の通報地点になっている。

## 概要
セベロクリリスクは、千島列島北部のパラムシル島の北東部にある町で、北クリル管区の行政上の中心地である。北緯50度40分 東経156度07分 / 北緯50.667度 東経156.117度に位置している。町の人口は、2439人 (2023年人口調査）。
1875年から1945年までは日本が統治しており、町は「柏原」という名前であった。1945年、ソ連が占領し、1947年には、サハリン州に編入された。
1952年11月4日に発生したカムチャツカ地震では、地震後に町を襲った津波によって2,336名もの死者が出ると共に、通信施設などに甚大な被害を受けた。地震後、海岸から離れた高地に、町を再建した。
1994年、北海道根室市と提携を結び、姉妹都市となった。
2025年7月30日に発生した地震（2025年カムチャツカ半島地震）では、津波・浸水被害を受けた。津波は4度襲来し、高さは最大5メートルにも及び、セベロクリリスク港や魚加工工場が壊滅的なまでの被害を受けた。住宅地は、海岸から離れた高地に位置していた（前述）ため、津波による被害は受けなかった。また、住民は事前に高台に避難していたため、死傷者は確認されていない。

## 脚注

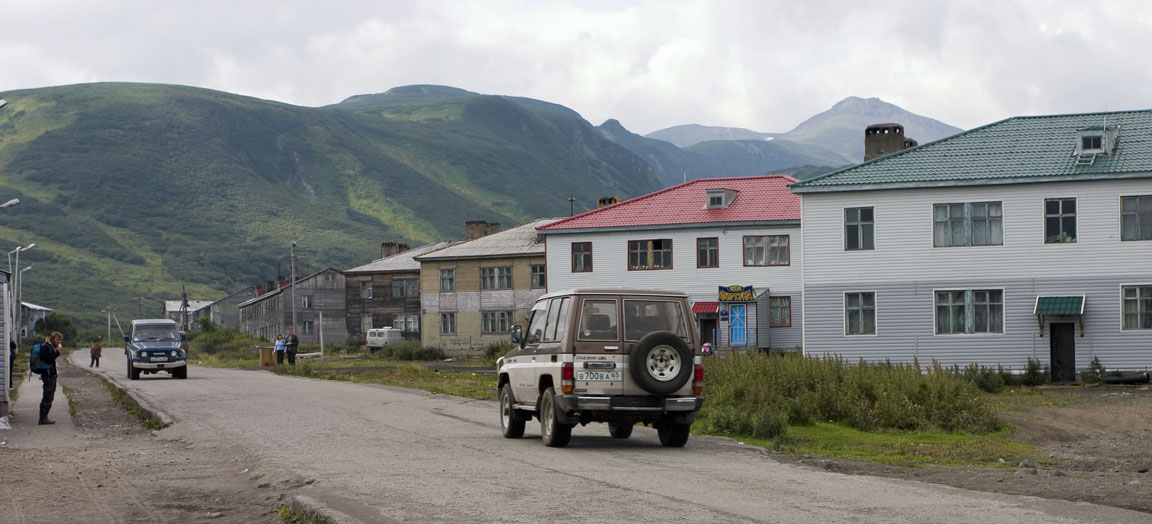
セベロクリリスクのメインストリート

## アクセス
ペトロパブロフスク・カムチャツキーから「ギパニス」という船でアクセスできる他、ヴィチャジアエロによりヘリコミューターが運営されている。また、旧日本軍の飛行場跡を利用した飛行場が建設されており、ユジノサハリンスク空港からDHC-6等の機材を用いた直行便の計画もある。

## 気候
夏は冷涼で20度を超えることも稀だが、冬は高緯度の割に暖かく、－10℃を下回ることは多くないが、雪は多い。ケッペンの気候区分では亜寒帯湿潤気候（亜寒帯気候）(Dfc)に属す。
| セベロクリリスク(1991～2020)の気候 | セベロクリリスク(1991～2020)の気候 | セベロクリリスク(1991～2020)の気候 | セベロクリリスク(1991～2020)の気候 | セベロクリリスク(1991～2020)の気候 | セベロクリリスク(1991～2020)の気候 | セベロクリリスク(1991～2020)の気候 | セベロクリリスク(1991～2020)の気候 | セベロクリリスク(1991～2020)の気候 | セベロクリリスク(1991～2020)の気候 | セベロクリリスク(1991～2020)の気候 | セベロクリリスク(1991～2020)の気候 | セベロクリリスク(1991～2020)の気候 | セベロクリリスク(1991～2020)の気候 |
| 月                                 | 1月                                | 2月                                | 3月                                | 4月                                | 5月                                | 6月                                | 7月                                | 8月                                | 9月                                | 10月                               | 11月                               | 12月                               | 年                                 |
| ---------------------------------- | ---------------------------------- | ---------------------------------- | ---------------------------------- | ---------------------------------- | ---------------------------------- | ---------------------------------- | ---------------------------------- | ---------------------------------- | ---------------------------------- | ---------------------------------- | ---------------------------------- | ---------------------------------- | ---------------------------------- |
| 最高気温記録 °C （°F）             | 6.0 (42.8)                         | 6.0 (42.8)                         | 9.2 (48.6)                         | 14.6 (58.3)                        | 19.7 (67.5)                        | 24.3 (75.7)                        | 26.5 (79.7)                        | 25.1 (77.2)                        | 23.1 (73.6)                        | 17.8 (64)                          | 12.2 (54)                          | 7.9 (46.2)                         | 26.5 (79.7)                        |
| 平均最高気温 °C （°F）             | −1.8 (28.8)                        | −2.4 (27.7)                        | −0.8 (30.6)                        | 1.9 (35.4)                         | 5.7 (42.3)                         | 10.6 (51.1)                        | 13.5 (56.3)                        | 15.2 (59.4)                        | 13.8 (56.8)                        | 8.9 (48)                           | 3.4 (38.1)                         | −0.5 (31.1)                        | 5.6 (42.1)                         |
| 日平均気温 °C （°F）               | −3.7 (25.3)                        | −4.4 (24.1)                        | −3.0 (26.6)                        | −0.3 (31.5)                        | 2.9 (37.2)                         | 6.9 (44.4)                         | 10.0 (50)                          | 11.7 (53.1)                        | 10.6 (51.1)                        | 6.3 (43.3)                         | 1.3 (34.3)                         | −2.4 (27.7)                        | 3.0 (37.4)                         |
| 平均最低気温 °C （°F）             | −5.6 (21.9)                        | −6.4 (20.5)                        | −5 (23)                            | −2.1 (28.2)                        | 0.8 (33.4)                         | 4.2 (39.6)                         | 7.5 (45.5)                         | 9.1 (48.4)                         | 7.8 (46)                           | 3.8 (38.8)                         | −0.8 (30.6)                        | −4.5 (23.9)                        | 0.7 (33.3)                         |
| 最低気温記録 °C （°F）             | −22 (−8)                           | −18.9 (−2)                         | −17.6 (0.3)                        | −10.7 (12.7)                       | −6 (21)                            | −1.9 (28.6)                        | 1.6 (34.9)                         | 2.0 (35.6)                         | −1 (30)                            | −4 (25)                            | −12.2 (10)                         | −16.1 (3)                          | −22 (−8)                           |
| 降水量 mm （inch）                 | 125.5 (4.941)                      | 136.5 (5.374)                      | 151.8 (5.976)                      | 116.1 (4.571)                      | 113.1 (4.453)                      | 143.0 (5.63)                       | 160.4 (6.315)                      | 162.8 (6.409)                      | 182.8 (7.197)                      | 246.4 (9.701)                      | 252.6 (9.945)                      | 185.1 (7.287)                      | 1,976.1 (77.799)                   |
| 平均降雨日数                       | 0                                  | 0                                  | 0                                  | 2                                  | 10                                 | 17                                 | 18                                 | 21                                 | 22                                 | 20                                 | 4                                  | 1                                  | 115                                |
| 平均降雪日数                       | 29                                 | 27                                 | 28                                 | 19                                 | 5                                  | 0                                  | 0                                  | 0                                  | 0                                  | 1                                  | 17                                 | 26                                 | 152                                |
| % 湿度                             | 75                                 | 77                                 | 77                                 | 79                                 | 82                                 | 85                                 | 89                                 | 87                                 | 80                                 | 76                                 | 74                                 | 74                                 | 79.6                               |
| [ 要出典 ]                         |                                    |                                    |                                    |                                    |                                    |                                    |                                    |                                    |                                    |                                    |                                    |                                    |                                    |

## セベロクリリスク港
日本統治時代から漁業の基地であり、現在も港湾施設の一部には日本時代の防波堤などが残る。老朽化した埠頭の改良工事は1990年代以降から課題となっており、ロシア連邦の開発プロジェクトにも取り上げられるが、2009年現在も完成には至っていない。
港は漁船の基地となっている。1980年代まではサケ・マスの捕獲、捕鯨の基地として、1990年代以降はクジラに代わってズワイガニを捕獲する船の基地となっている。
2025年7月30日に発生した津波により最大5〜6メートルの波が押し寄せセベロクリリスク港は壊滅的なまでの被害を受けた。津波到達時に付近に停泊してあった船は沖に流されるか周辺に座礁した。災害による死傷者は確認されてはいない。